# Big Brother and the Holding Company
Big Brother and the Holding Company ist eine US-amerikanische Rockband, die 1965 innerhalb der Musikszene von San Francisco gegründet wurde. Das bekannteste Mitglied war von 1966 bis 1968 die Sängerin Janis Joplin.

## Bandgeschichte
James Gurley ersetzte im November 1965 Dave Eskerson, weil dieser nach den amerikanischen Jugendschutzbestimmungen noch zu jung war, um in Bars zu spielen. Außerdem wurde im Februar 1966 Chuck Jones durch David Getz am Schlagzeug ersetzt. Die Besetzung vom Februar 1966 bis Juni 1966 war Sam Andrew (Gitarre, Gesang), Peter Albin (Bass, Gesang), James Gurley (Gitarre) († 20. Dezember 2009), David Getz (Schlagzeug), Ed Bogas (Violine). Im Frühsommer 1966 rekrutierte Chet Helms, der Manager der Band, eine befreundete Bluessängerin aus Texas: Janis Joplin. Mit dem Auftritt beim Monterey Pop Festival 1967 mit der Frontfrau Janis Joplin wurde die Band weltberühmt.
1967 veröffentlichte die Band auch ihr erstes Album Big Brother & the Holding Company beim Mainstream-Label von Bob Shad. Im April 1968 erhielt sie dann einen Vertrag bei Columbia Records. Dort erschien im gleichen Jahr die zweite LP Cheap Thrills (Frontcover von Robert Crumb). Die Besetzung Janis Joplin (Gesang), Sam Andrew (Gitarre, Gesang), Peter Albin (Bass, Gesang), James Gurley (Gitarre) und David Getz (Schlagzeug) bestand bis zum November 1968.
Dann entschied sich Janis Joplin, eine Solokarriere zu verfolgen, und verließ die Band. Für sie wurde eine neue Begleitband zusammengestellt, in der als einziges Big-Brother-Mitglied der Gitarrist Sam Andrew mitwirkte. Diese neue Band trat zunächst unter verschiedenen Namen auf, wird aber seit dem 3. Joplin-Album (I Got Dem Ol’ Kozmic Blues Again Mama), das im Spätsommer 1969 erschien, als Full Tilt Boogie Band oder Kozmic Blues Band bezeichnet.
Sam Andrew verließ im Spätsommer 1969 die Kozmic Blues Band. Von August 1969 bis Februar 1972 versuchte die Band durch die Rückkehr von Sam Andrew und der Hinzunahme von Nick Gravenites (Electric Flag) an vergangene erfolgreiche Zeiten anzuknüpfen. Die Besetzung bis Februar 1972: Kathi McDonald (Gesang), Sam Andrew (Gitarre, Gesang), Mike Finnigan (Keyboard, Gesang), Peter Albin (Bass, Gesang), James Gurley (Gitarre), David Getz (Schlagzeug), Nick Gravenites (Gesang), David Schallock (Gitarre). Die Bandmitglieder verliefen sich nach dem Februar 1972 in alle Winde. David Schallock spielte später Bass bei den Sons of Champlin. Peter Albin ging zu Country Joe and the Fish, mit denen er zwischendurch schon einmal „angebandelt“ hatte.
1987 begann die Band wieder zusammen zu spielen und ist bis heute immer noch aktiv und auf Tour. Zunächst waren alle noch lebenden original Bandmitglieder wieder dabei. James Gurley beendete allerdings 1997 die Mitarbeit und wurde durch Tom Finch ersetzt. Als neue Sängerinnen gehörten von 1987 bis 1996 Michel Bastian und von 1996 bis 1998 Lisa Battle zur Band. In der Besetzung mit Tom Finch und Lisa Battle brachte die Band 1998 eine neue CD heraus: Do What You Love.
Seit dem Ausscheiden von Lisa Battle kooperierte die Band mit verschiedenen Sängerinnen. Hauptpartnerinnen waren von 2000 bis 2002 Lisa Mills und seither Kacee Clanton. Weiterhin traten auch Wendy Rich, Andra Mitrovich, Sophia Ramos und Mary Bridget Davies mit Big Brother auf. Tom Finch wurde bei einigen Europa-Tourneen seit 2002 durch den Gitarristen Chad Quist aus Seattle vertreten.
2006 erschien mit Hold Me eine in Deutschland aufgenommene Live-CD. Neben Andrew, Albin und Getz sind hier Sophia Ramos am Gesang und Chad Quist an der Gitarre zu hören.
Am 12. Februar 2015 starb Sam Andrew im Alter von 73 Jahren an den Folgen eines Herzinfarktes, den er zehn Wochen vorher erlitten hatte.

## Diskografie

### Studioalben
| Jahr | Titel Musiklabel Katalog-Nr.                      | Höchstplatzierung, Gesamtwochen, AuszeichnungChartplatzierungen (Jahr, Titel, Musiklabel Katalog-Nr., Platzierungen, Wochen, Auszeichnungen, Anmerkungen) | Höchstplatzierung, Gesamtwochen, AuszeichnungChartplatzierungen (Jahr, Titel, Musiklabel Katalog-Nr., Platzierungen, Wochen, Auszeichnungen, Anmerkungen) | Anmerkungen |
| Jahr | Titel Musiklabel Katalog-Nr.                      | US | R&B | Anmerkungen |
| ---- | ------------------------------------------------- | --- | --- | --- |
| 1967 | Big Brother & the Holding Company Mainstream 6099 | US60 (34 Wo.)US | R&B28 (2 Wo.)R&B | Erstveröffentlichung: August 1967 Gesang: Janis Joplin Produzent: Bob Shad                                                          |
| 1968 | Cheap Thrills Columbia 9700                       | US1 ×2Doppelplatin · (66 Wo.)US | R&B7 (23 Wo.)R&B | Erstveröffentlichung: 12. August 1968 Gesang: Janis Joplin Produzent: John Simon                                                    |
| 1970 | Be a Brother Columbia 30222                       | US134 (6 Wo.)US | — | Erstveröffentlichung: Oktober 1970 Gesang: David Schallock, Sam Andrew, Nick Gravenites Produzent: Nick Gravenites                  |
| 1971 | How Hard It Is Columbia 30738                     | US157 (3 Wo.)US | — | Erstveröffentlichung: August 1971 Gesang: Mike Finnigan, Sam Andrew, Nick Gravenites, Kathi McDonald Produzenten: Roscoe, Roy Segal |

Weitere Studioalben
- 1997: Can’t Go Home Again (Legend)
- 1998: Do What You Love (Cheap Thrills Publishing)

### Livealben
- 1984: Cheaper Thrills (UK) / Live (US) (Aufnahme: California Hall, San Francisco, am 28. Juli 1966; Made to Last Records 001 / Rhino 121)
- 1998: Live at Winterland ’68 (mit Janis Joplin; Aufnahme: Winterland, San Francisco, 1968; Columbia / Legacy 64869)
- 2006: Hold Me: Live in Germany (Aufnahme: Burg-Herzberg-Festival, Burg Herzberg, am 15. Juli 2005)
- 2012: Live at the Carousel Ballroom 1968 (feat. Janis Joplin; Aufnahme: Carousel Ballroom, San Francisco, am 23. Juni 1968; Columbia / Legacy 88697963131)

### Kompilationen
- 1986: Joseph’s Coat (Edsel 170)
- 1991: Untitled (mit Janis Joplin; Duchesse 352118)
- 1999: Box of Pearls: The Janis Joplin Collection (mit Janis Joplin; Box mit 5 CDs; Columbia 65937)
- 2008: The Lost Tapes (Airline Records 0214)

### Singles
| Jahr | Titel Album                                  | Höchstplatzierung, Gesamtwochen, AuszeichnungChartsChartplatzierungen (Jahr, Titel, Album, Platzierungen, Wochen, Auszeichnungen, Anmerkungen) | Anmerkungen                                                                                            |
| Jahr | Titel Album                                  | US | Anmerkungen                                                                                            |
| ---- | -------------------------------------------- | --- | --- |
| 1968 | Down on Me Big Brother & the Holding Company | US43 (8 Wo.)US | Erstveröffentlichung: März 1967 Charteintritt: 31. August 1968 Arrangeur: Janis Joplin                 |
| 1968 | Piece of My Heart Cheap Thrills              | US12 Platin · (12 Wo.)US | Erstveröffentlichung: 15. August 1968 Autoren: Bert Berns, Jerry Ragovoy Original: Erma Franklin, 1967 |
| 1968 | Coo Coo Big Brother & the Holding Company    | US84 (3 Wo.)US | Erstveröffentlichung: Februar 1968 Autor: Janis Joplin                                                 |

Weitere Singles
- 1966: All Is Loneliness
- 1967: Blindman
- 1967: Bye, Bye Baby
- 1967: Women Is Losers
- 1971: Keep On
- 1971: Black Widow Spider / Nu Boogaloo Jam

### Videoalben
- 1989: Ball and Chain
- 1992: Comin’ Home
- 2001: Nine Hundred Nights (mit Janis Joplin; Dokumentation)